# Enzian
Pour les articles homonymes, voir Alpenexpress Enzian et TEE Blauer Enzian.

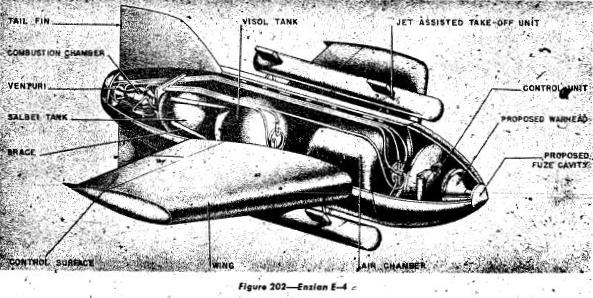
Éclaté d'un Messerschmitt Enzian E-4

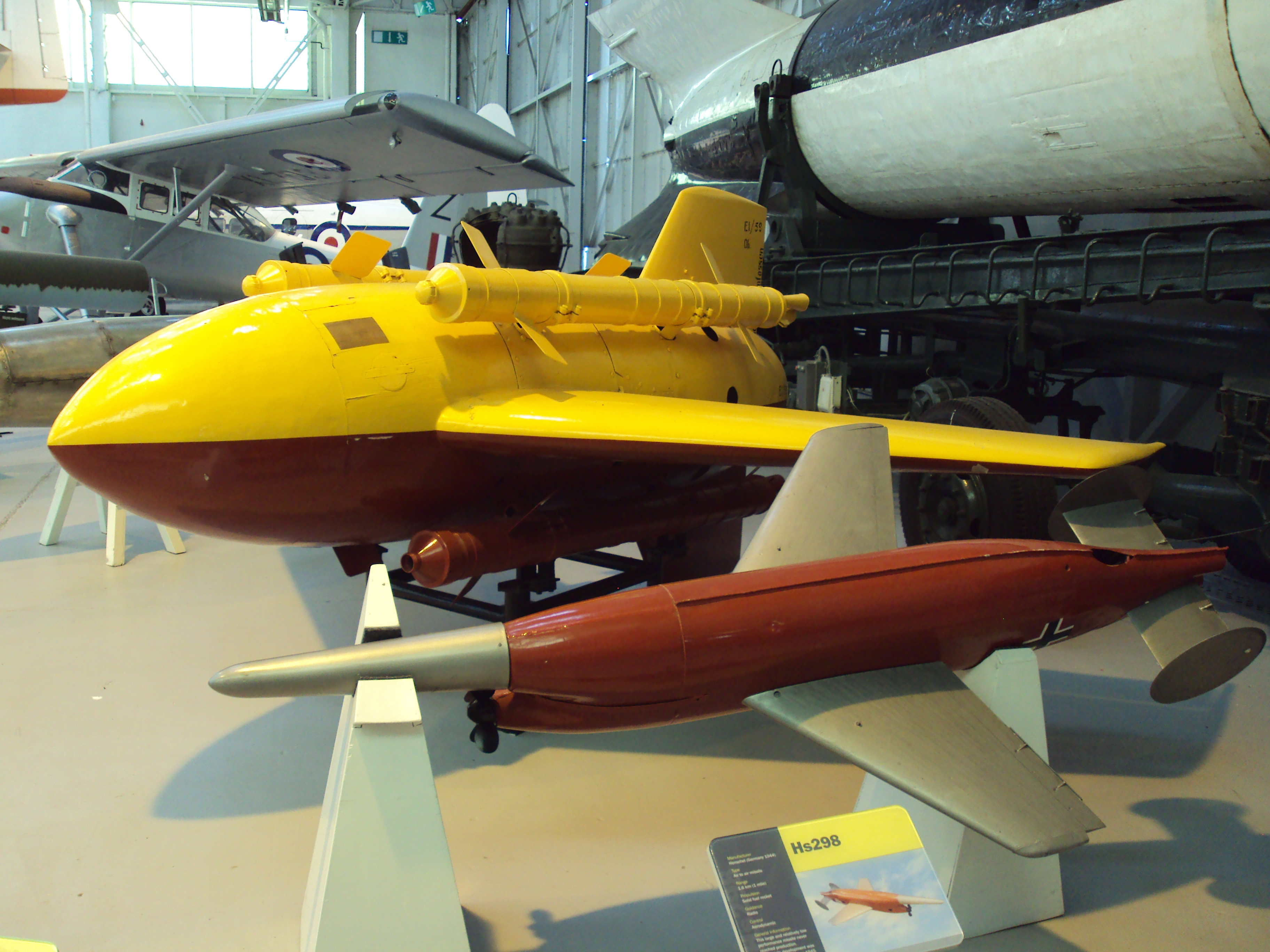
Missile Messerschmitt Enzian (en jaune et rouge) en exposition au musée de la RAF de Cosford.

Le missile Enzian est un missile surface-air développé durant la Seconde Guerre mondiale par l'Allemagne nazie. Son système de guidage en faisait une arme très avancée sur son temps.

## Contexte historique
Dans les premières années du conflit, la puissance du Troisième Reich laissait envisager que l'Allemagne ne craindrait rien en matière de bombardements aériens. De plus, la stratégie militaire allemande était entièrement basée sur l'offensive, c'est pourquoi l'usage de missiles antiaériens paraissait sans intérêt. À partir de 1940, les premiers bombardements sur l'Allemagne commencèrent, mais n'étaient que peu soutenus. C'est à partir d'avril 1942, avec de raid des 1 000 bombardiers contre la ville de Cologne, que des mesures de défense commencèrent à voir le jour, sous l'impulsion du général d'artillerie Von Renz. En octobre 1942, le Reichsmarschal Hermann Göring donne la priorité aux recherches sur les missiles anti-aériens. 

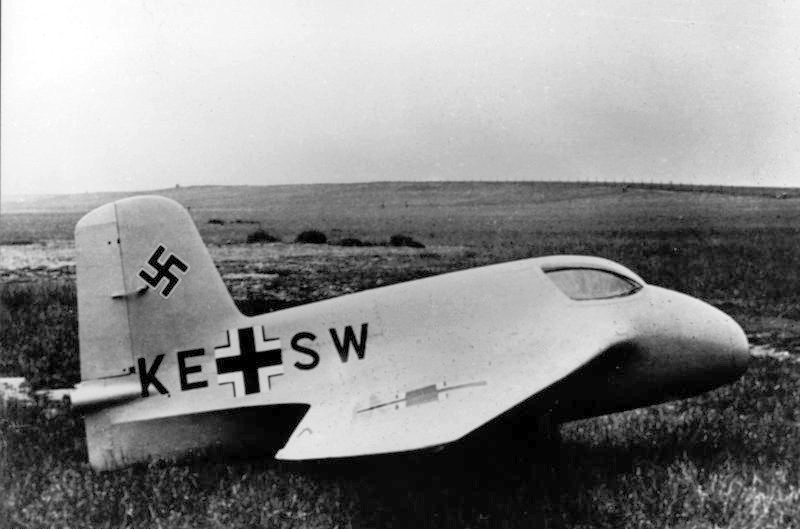
Me 163, qui servit de modèle au
missile Enzian

En 1941, Willy Messerschmitt conçoit un avion intercepteur, le Messerschmitt 163 Komet, doté d'un moteur-fusée, et capable d'atteindre de très grandes vitesses, de l'ordre de 1 000 km/h en piqué. Les ingénieurs allemands voient dans cette configuration une forme intéressante pour un prototype de missile sol-air. Ainsi nait le missile Enzian.

## Développement

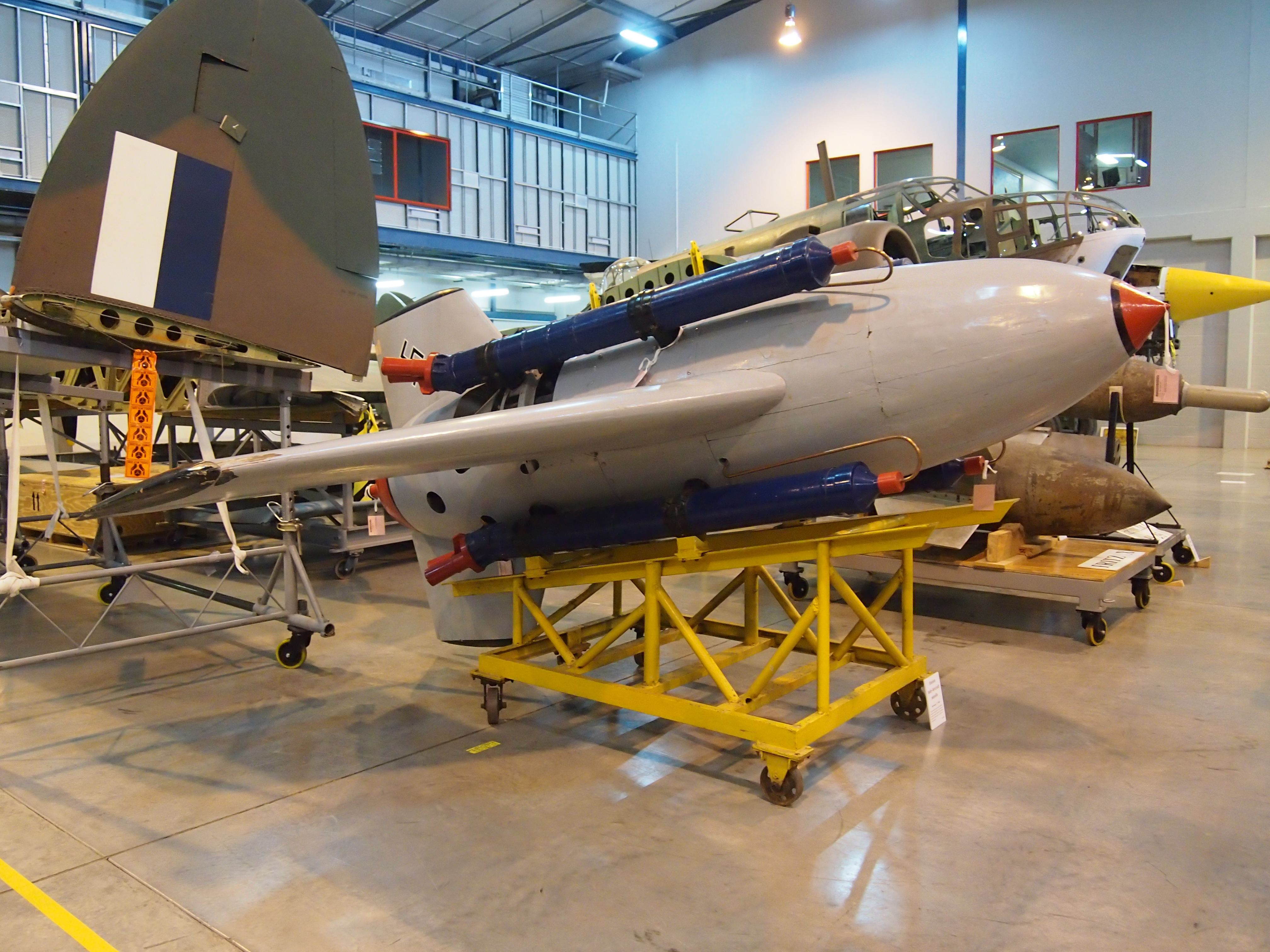
Le missile Enzian de l'Australian War Mémorial en 2012

Dès le début de 1943, il était devenu clair que l'intercepteur Messerschmitt Me 163 serait difficile à utiliser au combat. Après avoir atteint l'altitude à laquelle volaient les bombardiers alliés, soit 7 600–9 100 mètres (25 000–30 000 pieds), il ne disposait que de quelques minutes pour les trouver et les attaquer avant d'être à court d'ergols. Même si l'avion-fusée y parvenait, un problème supplémentaire était qu'il ne disposait pas d'une arme pouvant viser efficacement une cible dont il s'approchait à 640 kilomètres à l'heure.
L'ingénieur Wurster de chez Messerschmitt proposa une réponse sous la forme du Flak Rakete 1 (FR-1) en 1943. Au lieu de poursuivre les avions, la fusée parviendrait juste devant l'objectif puis ferait détoner une charge de 500 kilogrammes (1 100 livres) d'explosifs, avec l'espoir d'abattre plusieurs bombardiers en même temps. Comme il n'y avait pas de pilote à bord et qu'il n'était ainsi pas nécessaire de limiter l'accélération au décollage, la fusée pouvait utiliser des propulseur d'appoint à propergol solide (quatre Schmidding 109-553s, produisant une poussée de 7 000 kilos (15 000 livres), groupés à l'extérieur du fuselage. Ceci permettait de réduire la quantité d'ergols utilisée pendant le reste de l'ascension par le moteur principal, un Walther RI-10B. Ce moteur à combustible liquide utilisait une combinaison de S-Stoff et de B-Stoff, catalysée par du T-Stoff. Le résultat était que, même si la charge militaire était lourde, il suffisait d'un fuselage beaucoup plus petit pour transporter le carburant nécessaire - si petit qu'il pouvait être portable et lancé à partir d'un support modifié de canon de 88 mm.
La conception faisait appel au bois dans toute la mesure du possible, afin d'économiser les matériaux "stratégiques". Pour les mêmes raisons, un nouveau type de moteur-fusée Walter fut envisagé, dans lequel serait utilisé de l'éther de pétrole au lieu du peroxyde d'hydrogène trouvé dans les autres versions du Walter (une petite quantité de peroxyde était toutefois utilisée pour faire fonctionner les pompes à carburant). La poussée était par ailleurs réduite au cours du vol, passant de 2 000 kilos (4 409 livres) à 1 000 kilos (2 205 livres).
Le missile, qui ressemblait fortement au Me 163 (avec des ailes en flèche et des élevons) devait être guidé principalement par contrôle radio depuis le sol. L'opérateur dirigerait le missile à proximité des bombardiers, puis couperait le moteur et laisserait l'engin planer. Cette procédure présentait un réel problème pour le Enzian. Les autres missiles allemands étaient des engins à grande vitesse qui pouvaient être dirigés directement sur leur cible le long de la ligne de vision, qui est droite même pour un opérateur au sol. Mais le Enzian approchait sa cible à partir d'un endroit indéterminé, ce qui rendait l'intervention de l'opérateur beaucoup plus difficile. De nombreux essais, réalisés avec des missiles guidés par radio ou par fil, avaient démontré que les corrections de trajectoire de dernière minute posaient de réels problèmes.
Les plans initiaux pour résoudre ce problème étaient assez avancés. Le gros fuselage laissait beaucoup d'espace dans le nez de l'appareil, que les constructeurs envisageaient de remplir avec un radar autonome appelé Elsass. À court terme, il était prévu que la détonation du missile au milieu du flot de bombardiers serait assurée par une fusée de proximité. Il était prévu que la tête militaire, dont plusieurs variétés ont été étudiées, aurait un rayon létal nominal de 45 mètres.
Plusieurs versions du modèle base furent réalisées, numérotées de FR-1 à FR-5. Le FR-5 fut considéré comme un point de départ raisonnable, et le développement commença sur l'engin à présent appelé Enzian E.1 au mois de septembre 1943. En mai 1944, 60 fuselages avaient été réalisés et attendaient leurs moteurs. Afin d'obtenir des données pendant des vols d'essai, les fuselages étaient provisoirement équipés d'unités RATO.
Une série de 38 essais en vol fut menée à bien, avec des résultats généralement favorables, mais la livraison des moteurs était toujours différée. Finalement, on demanda à l'ingénieur Konrad, concepteur du moteur du missile Rheintochter, de modifier celui-ci pour pouvoir être utilisé sur le Enzian. Après réflexion, il apparut que cette solution était de toute façon bien meilleure (et moins chère), et après janvier 1945 on n'envisagea plus d'utiliser le moteur Walter. La version E-4 équipée du moteur Konrad fut la version de production.
En raison de difficultés pour mettre au point la fusée de proximité, un système d'approche par infrarouge qui permettait à Enzian de se diriger directement sur la cible, Madrid, fut proposé. Toutefois, ce système ne dépassa jamais le stade de maquette en banc d'essai.
Tous les projets de développement furent annulés par la Luftwaffe le 17 janvier 1945, afin de concentrer tous les efforts possibles sur seulement deux modèles, le Messerschmitt Me 262 et le Heinkel He 162. Toutefois, des membres haut placés dans la hiérarchie nazie et dans celle de la Luftwaffe obtinrent que leurs projets préférés continuent. On estima que le Enzian était plus éloigné de la finalisation que le missile Schmetterling de Henschel, et il fut en conséquence annulé. Les ingénieurs de chez Messerschmitt continuèrent à travailler un peu sur le projet, dans l'espoir qu'il serait à nouveau financé (ce qui était arrivé à d'autres projets), mais il devint clair au mois de mars que l'ordre d'annulation ne serait pas abrogé et tous les efforts de développement cessèrent.

## Caractéristiques techniques

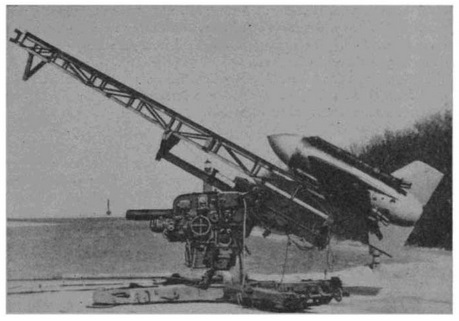
Enzian sur sa rampe de tir.

| Dates                             | Enzian E-4                                                     |
| --------------------------------- | -------------------------------------------------------------- |
| Premier vol                       | Août 1944                                                      |
| Constructeur                      | Holzbau Sonthofen                                              |
| Exemplaires construits            | 60+                                                            |
| Envergure                         | 4 m                                                            |
| Longueur                          | 4 m                                                            |
| Masse au décollage                | 1 800 kg                                                       |
| Tête militaire                    | 500 kg                                                         |
| Poussée + durée de fonctionnement | Moteur principal 2 000 kg, 72 s Fusées d'appoint 6 000 kg, 6 s |
| Carburant                         | 550 kg                                                         |
| Vitesse                           | 300 m/s max.                                                   |
| Accélération                      | 3,6 G                                                          |
| Portée                            | 25 km                                                          |
| Altitude maximale                 | 16 km                                                          |

## Moteur
Le Enzian est développé à partir du chasseur à réaction Messerschmitt Me 163. Les premiers modèles d'essai E-1, E-2 et E-3 disposent encore du même moteur-fusée Walter à combustibles liquides que le Me 163. Les versions ultérieures E-4 et E-5 sont propulsées par un moteur-fusée à bi-combustible nouvellement développé. Le combustible consiste en un mélange dans la proportion 1,4 pour 1 de "Salbei" (sauge) - 92 % d'acide nitrique et 8 % d'acide sulfurique - et de "Visol" (vinyl isobutyl ether). Le mélange engendre un hypergol réagissant spontanément ; il s'enflamme de lui-même par simple contact. Cependant un allumeur électrique est installé afin d'éviter une déflagration.
Pour son lancement, le missile dispose de quatre fusées d'appoint supplémentaires à combustibles solides. Il s'agit de quatre fusées Schmidding 109-533, qui fournissent durant quatre secondes une poussée de 7 000 kilogrammes puis sont larguées. Les fusées d'appoint ne sont pas utilisées lorsque le Enzian est utilisé comme missile air-air.
L'affut du canon anti-aérien 88 mm, auquel des rails de 6,8 mètres de long ont été ajoutés, fait office de rampe de lancement. 

## Exemplaires conservés
Seuls deux missiles Enzian ont survécu à la guerre. L'un d'entre eux est exposé au Royal Air Force Museum de Cosford, l'autre est entreposé à l'Australian War Memorial, après avoir été exposé durant de nombreuses années au Royal Australian Air Force Museum.